# Белоярский сельсовет (Щучанский район)
Белоярский сельсовет — упразднённые административно-территориальная единица и муниципальное образование (сельское поселение) в Щучанском районе Курганской области Российской Федерации.
Административный центр — село Белоярское.
9 января 2022 года сельсовет был упразднён в связи с преобразованием муниципального района в муниципальный округ.

## История
Статус и границы установлены Законом Курганской области от 3 декабря 2004 года № 884 «Об установлении границ муниципального образования Белоярского сельсовета, входящего в состав муниципального образования Щучанского района».
Дьяконы села Белоярского Василий Ильин и Иван Соколов получили разрешение консистории в 1844 году об открытии школы грамоты в приходе. В результате школа была открыта 18 января 1845 года. Источник: Церковно-приходские школы Оренбургской епархии (1864-1917 г.г.).

## Население
| 1989 | 2002  | 2004  | 2010  | 2012  | 2013 | 2014 |
| ---- | ----- | ----- | ----- | ----- | ---- | ---- |
| 1577 | ↘1258 | ↘1200 | ↘1071 | ↘1046 | ↘994 | →994 |
| 2015 | 2016  | 2017  | 2018  | 2019  | 2020 |      |
| ↘950 | ↘915  | ↘858  | ↘847  | ↘841  | ↘813 |      |

## Состав сельского поселения
| № | Населённый пункт | Тип населённого пункта       | Население |
| - | ---------------- | ---------------------------- | --------- |
| 1 | Белоярское       | село, административный центр | ↘500      |
| 2 | Косулино         | деревня                      | ↘251      |
| 3 | Красноярское     | деревня                      | →225      |
| 4 | Чесноковка 1-я   | деревня                      | ↘95       |